# Peter Revson

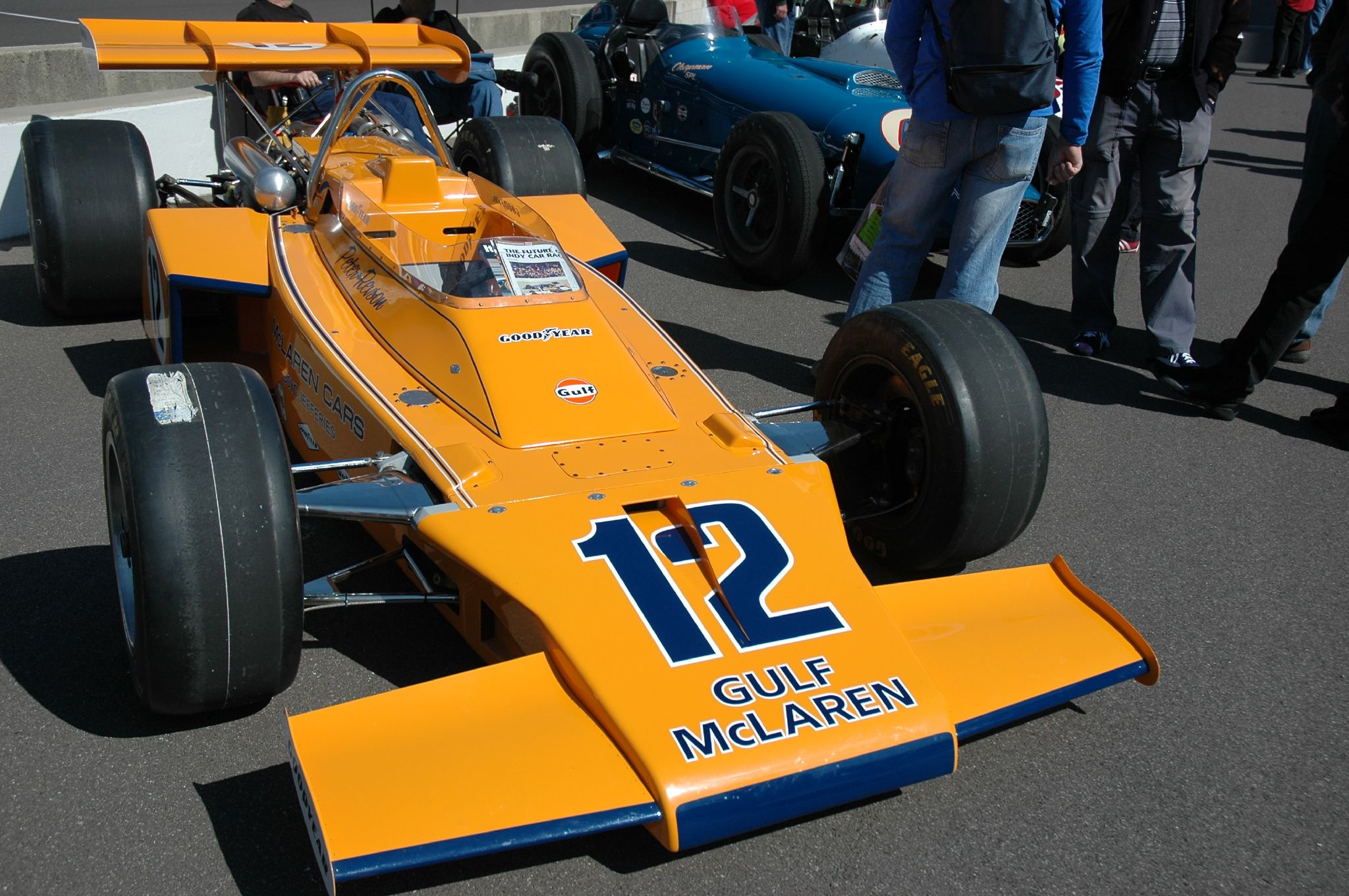
Revson conduint un McLaren al Circuit d'Indianapolis.

 Peter Jeffrey Revson  més conegut com a Peter Revson, va ser un pilot de curses automobilístiques estatunidenc que va arribar a disputar curses de Fórmula 1.
Va néixer el 27 de febrer del 1939 a Nova York (EUA) i va morir el 22 de març del 1974 en un accident disputant les pràctiques pel GP de Sud-àfrica al circuit de Kyalami.

## A la F1
Peter Revson va debutar a la primera cursa de la temporada 1964 (la quinzena temporada de la història) del campionat del món de la Fórmula 1, disputant el 10 de maig del 1964 el GP de Mònaco al Circuit de Montecarlo.
Va participar en un total de trenta-tres curses puntuables pel campionat de la F1, disputades en cinc temporades diferents no consecutives (1964 i 1971-1974) aconseguint dues victòries (i vuit podis) i assolí 61 punts pel campionat del món de pilots.

## Resultats a la Fórmula 1
| Any  | Equip                   | Xassís  | Motor    | 1       | 2       | 3        | 4       | 5       | 6      | 7     | 8      | 9     | 10    | 11      | 12      | 13     | 14    | 15    | Posició | Punts |
| ---- | ----------------------- | ------- | -------- | ------- | ------- | -------- | ------- | ------- | ------ | ----- | ------ | ----- | ----- | ------- | ------- | ------ | ----- | ----- | ------- | ----- |
| 1964 | Revson Racing (America) | Lotus   | BRM      | MON NVQ | HOL     |          |         | GBR Ret | ALE 14 | AUT   | ITA 13 | USA   | MEX   |         |         |        |       |       | -       | 0     |
| 1964 | Reg Parnell (Racing)    | Lotus   | BRM      |         |         | BEL DSQ  |         |         |        |       |        |       |       |         |         |        |       |       | -       | 0     |
| 1964 | Reg Parnell (Racing)    | Lotus   | BRM      |         |         |          | FRA DNS |         |        |       |        |       |       |         |         |        |       |       | -       | 0     |
| 1971 | Elf Team Tyrrell        | Tyrrell | Cosworth | SUD     | ESP     | MON      | HOL     | FRA     | GBR    | ALE   | AUT    | ITA   | CAN   | USA Ret |         |        |       |       | -       | 0     |
| 1972 | Team Yardley McLaren    | McLaren | Cosworth | ARG Ret | SUD 3   | ESP 5    | MON     | BEL 7   | FRA    | GBR 3 | ALE    |       |       |         |         |        |       |       | 5è      | 23    |
| 1972 | Team Yardley McLaren    | McLaren | Cosworth |         |         |          |         |         |        |       |        |       | AUT 3 | ITA 4   | CAN 2   | USA 18 |       |       | 5è      | 23    |
| 1973 | Team Yardley McLaren    | McLaren | Cosworth | ARG 8   | BRA Ret | SUD 2    |         |         |        |       |        |       |       |         |         |        |       |       | 5è      | 38    |
| 1973 | Team Yardley McLaren    | McLaren | Cosworth |         |         |          | ESP 4   | BEL Ret | MON 5  | SUE 7 | FRA    | GBR 1 | HOL 4 | ALE 9   | AUT Ret | ITA 3  | CAN 1 | USA 5 | 5è      | 38    |
| 1974 | Shadow Racing Team      | Shadow  | Cosworth | ARG Ret | BRA Ret | SUD MORT | ESP     | BEL     | MON    | SUE   | HOL    | FRA   | GBR   | ALE     | AUT     | ITA    | CAN   | USA   | -       | 0     |

### Resum[2]
| Curses: | Victòries: | Pòdiums: | Poles: | Voltes ràpides: | Punts: |
| ------- | ---------- | -------- | ------ | --------------- | ------ |
| 33      | 2          | 8        | 1      | 0               | 61     |